# Tour de Miomo
La Tour de Miomo (en corse : Torra di Miomu) est une tour génoise en ruines située dans la commune de  Santa-Maria-di-Lota, dans le département français de la Haute-Corse.

## Historique
En  2017, la tour de Miomo est l'objet d'un projet d'une importante restauration à la chaux, matériau utilisé initialement dans sa construction, modifiant son apparence extérieure, ce qui fait débat,. Elle constitue la première 
tour de l'île à être restauré par un programme de restauration financé en grande partie par l'Union européenne

## Protection
Elle est la propriété de la collectivité de Corse à partir des années 2000. La tour de Miomo est inscrite monument historique par arrêté du 14 février 1927.